# Tachygyna gargopa
Tachygyna gargopa is een spinnensoort in de taxonomische indeling van de hangmatspinnen (Linyphiidae).
Het dier behoort tot het geslacht Tachygyna. De wetenschappelijke naam van de soort werd voor het eerst geldig gepubliceerd in 1929 door Crosby & Bishop.